# Дженсен-Бич (Флорида)
Дженсен-Бич (англ. Jensen Beach) — статистически обособленная местность, расположенная в округе Мартин (штат Флорида, США) с населением в 11 100 человек по статистическим данным переписи 2000 года.

## География
По данным Бюро переписи населения США статистически обособленная местность Дженсен-Бич имеет общую площадь в 20,98 квадратных километров, из которых 18,65 кв. километров занимает земля и 2,33 кв. километров — вода. Площадь водных ресурсов округа составляет 11,11 % от всей его площади.
Статистически обособленная местность Дженсен-Бич расположена на высоте 2 м над уровнем моря.

## Демография
По данным переписи населения 2000 года в Дженсен-Бич проживало 11 100 человек, 3025 семей, насчитывалось 5059 домашних хозяйств и 5805 жилых домов. Средняя плотность населения составляла около 529,08 человек на один квадратный километр. Расовый состав населённого пункта распределился следующим образом: 95,80 % белых, 2,25 % — чёрных или афроамериканцев, 0,22 % — коренных американцев, 0,47 % — азиатов, 0,04 % — выходцев с тихоокеанских островов, 0,86 % — представителей смешанных рас, 0,37 % — других народностей. Испаноговорящие составили 2,77 % от всех жителей статистически обособленной местности.
Из 5059 домашних хозяйств в 23,8 % воспитывали детей в возрасте до 18 лет, 47,2 % представляли собой совместно проживающие супружеские пары, в 8,8 % семей женщины проживали без мужей, 40,2 % не имели семей. 33,2 % от общего числа семей на момент переписи жили самостоятельно, при этом 17,6 % составили одинокие пожилые люди в возрасте 65 лет и старше. Средний размер домашнего хозяйства составил 2,19 человек, а средний размер семьи — 2,78 человек.
Население статистически обособленной местности по возрастному диапазону по данным переписи 2000 года распределилось следующим образом:  — жители младше 18 лет, 5,4 % — между 18 и 24 годами, 25,4 % — от 25 до 44 лет, 25,3 % — от 45 до 64 лет и  — в возрасте 65 лет и старше. Средний возраст жителей составил 44 года. На каждые 100 женщин в Дженсен-Бич приходилось 94,2 мужчин, при этом на каждые сто женщин 18 лет и старше приходилось 89,7 мужчин также старше 18 лет.
Средний доход на одно домашнее хозяйство статистически обособленной местности составил 36 674 доллара США, а средний доход на одну семью — 49 787 долларов. При этом мужчины имели средний доход в 34 368 долларов США в год против 25 118 долларов среднегодового дохода у женщин. Доход на душу населения статистически обособленной местности составил 36 674 доллара в год. Все семьи имели доход, превышающий уровень бедности.